# Oxalis filiformis
Oxalis filiformis är en harsyreväxtart som beskrevs av Carl Sigismund Kunth. Oxalis filiformis ingår i släktet oxalisar, och familjen harsyreväxter. Inga underarter finns listade i Catalogue of Life.